# Вулиця Лисконоженка
Вулиця Лисконоженка — вулиця на півдні Мелітополя в історичному районі Піщане. Починається від проїзду з проспекту Богдана Хмельницького, перетинається з провулком Михайла Оратовського і закінчується перехрестям з провулком Білякова та Абрикосовим провулком.
Складається із приватного сектора. Покриття ґрунтове.

## Назва

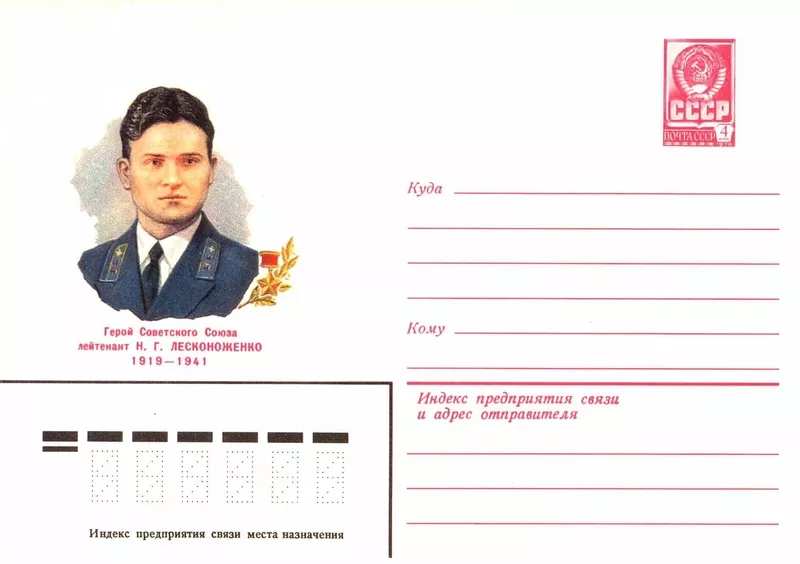
Конверт з портретом М. Г. Лесконоженка

Вулиця названа на честь Миколи Гавриловича Лесконоженка (1919—1941) — льотчика, учасника Німецько-радянської війни, Героя Радянського Союзу (посмертно). Микола Лисконоженко прославився тим, що двічі протягом одного бою здійснив повітряний таран. У Мелітополі жив із 1932 року, закінчив залізничне училище. У 1939 році закінчив Качинську військово-авіаційну школу, був учасником радянсько-фінської війни.

## Історія
У документах вулиця Лисконоженка вперше згадується 16 липня 1964 року у протоколах засідання міськвиконкому. При цьому, коли 29 березня 1963 року затверджувалося рішення про прорізання сусідньої вулиці Постишева (нині Південна вулиця), йшлося про нову вулицю «між вулицями Білякова та Бєлоусова», тобто вулиці Лисконоженка на той момент ще не було, а з'явилася вона в період між цими двома датами.

## Галерея
|                 |                                                     |                                |                         |
| вид на телевежу | перехрестя з пров. М. Оратовського                  | Народна творчість              | вулиця навесні          |
|                 |                                                     |                                |                         |
| калюжа          | перехрестя з проїздом на вул. Південну та Білоусова | вид з боку проїзду з проспекту | напис на початку вулиці |